# 地獄天使 (香港電視劇)
《地獄天使》是香港無綫電視1996年拍攝的電視連續劇，由張可頤、陳啟泰及蘇玉華領銜主演，監製李艷芳。

## 故事大綱
年輕貌美的區學兒（張可頤飾），背景神秘複雜，因牽涉毒殺富翁及爭奪遺產，找來趙抱石（陳啟泰飾）當辯護律師，且有意無意對他作出挑逗，令抱石留下深刻印象。 原來學兒乃抱石妻子周芷珊（蘇玉華飾）的同父異母姐姐，她痛恨芷珊母親當年搶走其父，致使母女二人流落美國，不幸遭遇接踵而來，令其大受打擊，心中深深埋下仇恨的種子，誓要向芷珊母女進行大報復。 她接近抱石，目的就是要破壞芷珊與抱石美滿的婚姻。 
在區學兒的精心佈置下，芷珊連遭噩運，終使抱石誤會並離她而去。 抱石更漸漸投入學兒的懷抱，就在學兒見目標已達，欲抽身離去時，卻發現自己竟已愛上了抱石... 

## 演員表

### 日升
| 演員   | 角色   | 關係                                                                                                | 暱稱                |
| 潘志文 | 關家樂 | 日升杂志高层 區學兒之恩人 陷害赵抱石 囚犯 于第14集出狱 于第20集买凶撞死盧玉芬，后被區學兒指证而入狱 | Uncle               |
| 張英才 | 任半生 | 光明杂志高层 任如玉之父                                                                             |                     |
| 鮑 方  | 易可風 | 光明杂志老板                                                                                        |                     |
| 何英偉 | 關志雄 | 日升杂志职员 關家樂之受恩对象 于第19集给予關家樂犯罪证据于区学儿                                    |                     |
| 馬德鐘 | 陸浩宇 | 大学教授，后为杂志职员 周芷珊之教师 于第6集出场                                                     | Peter               |
| 蘇玉華 | 周芷珊 | 参见周家                                                                                            |                     |
| 張可頤 | 區學兒 | 参见周家                                                                                            | Winnie Queenie 乐如 |
| 劉桂芳 | -      | 關家樂之妻                                                                                          |                     |
| 戴少民 | Ronald | 光明杂志职员                                                                                        |                     |
| 李衛民 | 小旋風 | 光明杂志职员                                                                                        |                     |
| 張鴻昌 | 陸日強 | 光明杂志职员                                                                                        |                     |
| 何柏光 | -      | 日升杂志编辑                                                                                        |                     |
| 張 兆  | -      | 日升杂志编辑                                                                                        |                     |
| 梁 雄  | -      | 日升杂志编辑                                                                                        |                     |
| 何子滿 | -      | 日升杂志编辑                                                                                        |                     |
| 鄒世良 | -      | 日升杂志职员                                                                                        |                     |
| 杜光耀 | -      | 日升杂志职员                                                                                        |                     |
| 呂劍光 | 亮 叔  | 光明杂志印刷廠工人                                                                                  |                     |
| 余慕蓮 | -      | 亮 叔之妻                                                                                           |                     |
| 黃清榕 | -      | 秘书                                                                                                |                     |
| 黃凱詩 | -      | 区学儿秘书                                                                                          |                     |
| 洪大華 | -      | 印刷廠工人                                                                                          |                     |

### 周家
| 演員   | 角色   | 關係 | 暱稱                |
| 李龍基 | 兒 父  | 周芷珊、區學兒之父 盧玉芬之夫 已死多年 |                     |
| 黃愷欣 | 盧玉芬 | 區學兒之母 患有精神病 年轻时曾做妓女养活區學兒 于第20集被关家乐买凶撞死 | 芬表妹              |
| 張可頤 | 區學兒 | 原名周乐如 日升杂志高层 盧玉芬之女 周芷珊同父异母之姐 赵抱石之前女友 關家樂之受恩对象 陷害周芷珊 于第4集被控杀害傅国栋 于第7集无罪释放 于第12集指使叶小华强暴周芷珊 于第20集因将犯罪事实和盘托出而被判入狱三年 四岁时由曹倩婷饰演 十四岁时由黃婉連饰演 | Winnie Queenie 乐如 |
| 蘇玉華 | 周芷珊 | 光明杂志编辑 區學兒同父异母之妹 赵抱石之妻 任半生之侄女 任如玉之表妹 陸浩宇之学生 于第12集被叶小华强暴 |                     |

### 赵家
| 演員   | 角色   | 關係 | 暱稱 |
| 夏 萍  | 趙 母  | 趙念慈、趙抱石之母 周芷珊之婆婆 |      |
| 陳啟泰 | 趙抱石 | 律师 光明杂志社、區學兒涉嫌谋杀傅国栋案代表律师 區學兒之前男友 周芷珊之前夫，于第20集复合 关家乐之情敌 于第20集因被关家乐陷害而被起诉，但最后获區學兒证明清白 | Eric |
| 曾慧雲 | 趙念慈 | 趙抱石之姐 |      |
| 鄧英敏 | 才     | 曾慧雲之夫 姚慈之子 |      |
| 羅 蘭  | 姚 慈  | 才之母 |      |

### 警局
| 演員   | 角色   | 關係                    | 暱稱 |
| 關寶慧 | 任如玉 | 任半生之女 余少東之女友 |      |
| 陳展鵬 | 黎天王 | 警局职员                |      |
| 梁建平 | Wasabi | 警局职员                |      |
| 林嘉麗 | 糯米池 | 警局职员                |      |
| 黃煒琳 | 清補涼 | 警局职员                |      |
| 黃振寧 | High B | 警局职员                |      |

### 傅家
| 演員   | 角色   | 關係                                                                                          | 暱稱 |
| 蔡國慶 | 傅國棟 | 郑小娟之夫 区学儿之好友 傅女之父 於第1集遭Francis毒害身亡                                     |      |
| 韓馬利 | 郑小娟 | 同性恋者 傅國棟之妻 傅女之母 Francis之情人 杀死傅國棟之主谋 於第8集遭区学儿设计，跳海自杀身亡 | 傅太 |
| 饒秋寶 | 傅 女  | 郑小娟、傅國棟之女                                                                            |      |

### 其他演員
- 許紹雄 飾 余少東
- 張俊華 飾 雄職員
- 凌　漢 飾 古　伯
- 梁　志 飾 看　更
- 何美好 飾 Susan
- 劉卿兒 飾 醫　生
- O'Nell Finn 飾 傅女男友
- 蘇恩磁 飾 潘　太
- 鄧綺銀 飾 陳　妻
- 孫恩明 飾 記　者
- 劉永晉 飾 記　者
- 陳中堅 飾 法　官
- 陳建得 飾 法醫官
- 陳家亮 飾 鑑證科人員
- 馮瑞珍 飾 表姨媽
- 伍慧珊 飾 迫擊記者
- 張漢斌 飾 Jazz Bar友/樂　手
- 蔣　克 飾 Jazz Bar友/樂　手
- 雷穎怡 飾 Jazz Bar客
- 蓋世寶 飾 Jazz Bar客
- 李慧萍 飾 Jazz Bar客
- 歐陽逵 飾 老　人
- 周藝明 飾 老　人
- 招浩東 飾 老　人
- 廖麗麗 飾 雀　友
- 盧卓南 飾 強手下
- 盧慶輝 飾 強手下
- 吳亞圓 飾 殺　手
- 歐志明 飾 殺　手
- 朱樂輝 飾 強手下/阿　寶
- 梁長偉 飾 強手下
- 勞立奇 飾 強手下
- 郭德信 飾 霍菲臘
- 溫文英 飾 強手下
- 謝慧儀 飾 別墅職員
- 許實賢 飾 張律師
- 張玉華 飾 保　鏢
- 宋憲華 飾 保　鏢
- 謝志超 飾 龍　哥
- 伍文生 飾 記　者
- 游　飈 飾 記　者
- 李志偉 飾 記　者
- 羅立勤 飾 Patrick
- 曹　濟 飾 大排檔伙記
- 沈寶思 飾 叶小华豉油華
- 溫雙燕 飾 工　人
- 馮耀基 飾 Joe
- 張偉雄 飾 龍
- 可　心 飾 友　人
- 陳向瑩 飾 友　人
- 鄭瑞曉 飾 友　人
- 卓　凡 飾 友　人
- 陸希揚 飾 商案調查員
- 劉永健 飾 商案調查員
- 羅雪玲 飾 私家看護
- 何掌君 飾 ICAC調查員
- 華忠男 飾 主控官
- 陳中堅 飾 法　官
- 沈星銘 飾 CID
- 顧雪珍 飾 滑水靚女
- 姚瑩瑩 飾 朋友甲
- 關可維 飾 朋友乙
- 陳燕航 飾 Elain
- 許實賢 飾 張律師
- 戴耀明 飾 王律師
- 江　漢 飾 劉律師
- 張松枝 飾 Philip
- 譚一清 飾 總經理
- 李子奇 飾 陳律師
- 梁舜燕 飾 賈校監
- 黎秀英 飾 七　嬸
- 鄧麗文 飾 Francis Yip
- 河國榮 飾 Nelson
- 鄭少萍 飾 嚴院長
- 陸婉芬 飾 姑　娘/護　士
- 潘麗施 飾 郭如花
- 羅國維 飾 教　授
- 王維德 飾 Abe
- 飾 麵檔東主
- 杜思娜 飾 May
- 談泉慶 飾 校　長
- 梁惠蓮 飾 醫　生
- 唐葳娜 飾 抄牌員
- 陳月茹 飾 家　長
- 何駿煬 飾 卓　卓
- 王翠玉 飾 June
- 魯振順 飾 主控官(林)
- 梁克遜 飾 法　官

## 收視
以下為本劇於香港無綫電視翡翠台之收視紀錄：
| 週次 | 集數  | 日期                         | 平均收視 | 最高收視 |
| ---- | ----- | ---------------------------- | -------- | -------- |
| 1    | 1-5   | 1996年12月9日－12月13日      | 27點     |          |
| 2    | 6-10  | 1996年12月16日－12月20日     | 26點     |          |
| 3    | 11-15 | 1996年12月23日－12月28日     | 28點     |          |
| 4    | 16-20 | 1996年12月30日－1997年1月3日 | 31點     |          |

- 全剧平均28点
- 收视居全年剧集收视第九名

## 電視節目的變遷

### 首播
| 英屬香港 無綫電視翡翠台黃金時段 第二線劇集 星期一至五 21:15-22:15 | 英屬香港 無綫電視翡翠台黃金時段 第二線劇集 星期一至五 21:15-22:15 | 英屬香港 無綫電視翡翠台黃金時段 第二線劇集 星期一至五 21:15-22:15 |
| ----------------------------------------------------------------- | ----------------------------------------------------------------- | ----------------------------------------------------------------- |
|                                                                   | 地獄天使 （1996.12.9 - 1997.1.3）                                 |                                                                   |
| O記實錄2 （1996.10.28 - 1996.12.6）                               | 皇家反千組 （1997.1.6 - 1997.1.24）                               |                                                                   |

### 重播
| 無綫電視翡翠台 星期一至五 14:10-15:05 | 無綫電視翡翠台 星期一至五 14:10-15:05  | 無綫電視翡翠台 星期一至五 14:10-15:05 |
| ------------------------------------- | -------------------------------------- | ------------------------------------- |
|                                       | 地獄天使 （1999.9.28 - 1999.10.27）    |                                       |
| 孤星劍 （1999.9.7 - 1999.9.27）       | 大澳的天空 （1999.10.28 - 1999.11.26） |                                       |